# Havre de Grace
Havre de Grace – miasto w Stanach Zjednoczonych, w stanie Maryland, w hrabstwie Harford.